# Nishimura Shigenaga
Nishimura Shigenaga (japanisch 西村 重長; * 1697 in Edo; † 23. Juli 1756) war ein japanischer Ukiyo-e-Künstler, Holzschnittmeister und Zeichner der mittleren Edo-Zeit.

Nishimura Shigenaga, Mutter mit Kind und Goldfischglas, circa Mitte 1720, Cleveland Museum of Art

## Leben
Shigenaga führte verschiedene Künstlernamen, darunter Eikadō (影花堂), später auch Hyakujū (百寿) und Senkadō (仙花堂). Ursprünglich war er Grundbesitzer im Stadtteil Tōyu-chō (heute ein Teil von Nihonbashi Ōdemma-chō) in Edo. Später betrieb er in Kanda ein Antiquariat. Laut dem Werk „Koga Bikō“ soll er ein Schüler von Torii Kiyonobu gewesen sein, was jedoch nicht eindeutig belegt ist.
Er war etwa zur gleichen Zeit wie Okumura Toshinobu von der Kyōhō- bis zur frühen Hōreki-Zeit (1716–1756) tätig. Zunächst schuf er im Stil der Torii-Schule, insbesondere nach dem Vorbild von Torii Kiyonobu, Urushi-e (Lackdrucke) mit Schauspielerdarstellungen. Später wandte er sich schönen Frauen im Stil von Nishikawa Sukenobu und Okumura Masanobu zu, sowie Genrebildern, Uki-e (Perspektivbildern), Blumen- und Vogelmotiven, historischen Szenen, Landschaften und Benizuri-e (紅刷絵, „Rot-Druck-Bild“). Er illustrierte auch Akahon (赤本) und Kurohon (黒本).
Shigenaga war vielseitig: Als einer der ersten übernahm er die von Okumura Masanobu entwickelte Technik des Uki-e und ließ diese bei anderen Verlagen als Okumuraya veröffentlichen. In seinen Perspektivbildern wurde das Innere im westlichen Fluchtpunktstil dargestellt, während Außenszenen weiterhin aus der Vogelperspektive gezeigt wurden. Er führte neue Formate und Techniken ein, etwa dreiteilige Drucke im Kleinformat, Ishizuri-e (Steindruckimitate) sowie sogenannte Mokko-Bilder, farbige Drucke ohne Konturen, bei denen sanfte Farbtöne wie Rot, Gelb, Grün oder Grau verwendet wurden (eine Unterform der Musen-e).

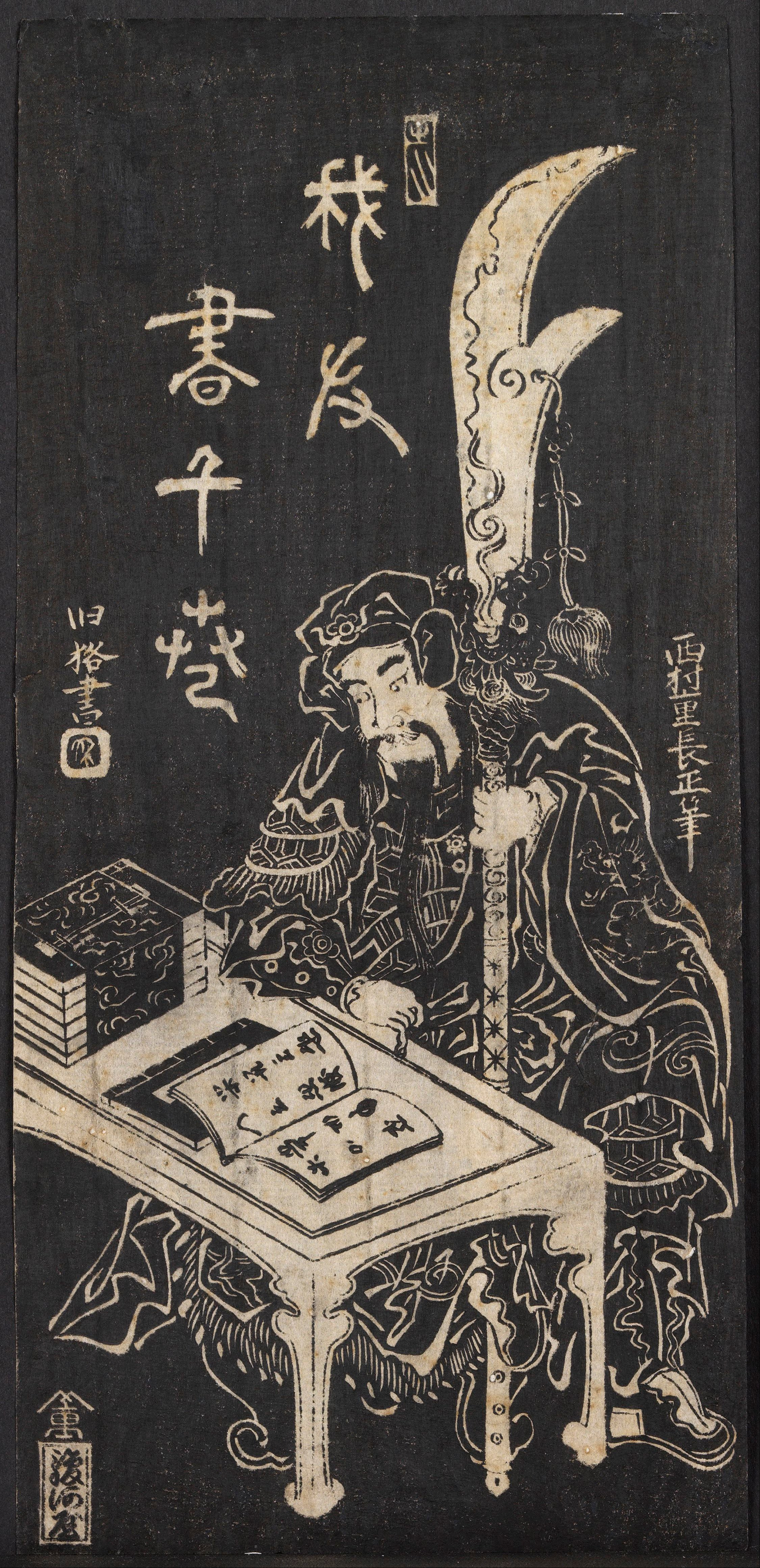
Nishimura Shigenaga, Kuan Yu, circa 1750, Museo de Bellas Artes de Bilbao

Anfangs verwendete er die Signatur „Nishimura Shigenaga hitsu“ (筆), später wechselte er zu „Nishimura Shigenaga ga“ (画), was ihn zu einem der ersten Ukiyo-e-Künstler vor der Nishiki-e-Zeit macht, der das Zeichen „ga“ (画, Bild) oder „gakō“ (画工, Maler) in seiner Signatur nutzte. Frühere Ukiyo-e-Künstler verwendeten vor allem „hitsu“ (筆) oder gelegentlich „zu“ (図).
Shigenaga starb 1756 im Alter von etwa 60 Jahren.

## Werke
- „Karten spielende Kurtisanen“ (遊女かるた遊び図, Yūjo karuta asobi zu), erste Hälfte 18. Jahrhundert, Seidenmalerei, Privatsammlung[7]
- „Kanadehon Chūshingura am Nakamura-Theater“ (中村座仮名手本忠臣蔵, Nakamuraza kanadehon Chūshingura), Mitte 18. Jahrhundert, Ōban yoko-e, Benizuri-e, Stadtmuseum Kōbe[8]
- „Eleganter Traum vom Kandan-Kissen“ (風流邯鄲枕, Fūryū Kandan no makura), erste Hälfte 18. Jahrhundert, Ōban yoko-e, Benizuri-e, Tokyo National Museum[9]
- „Prozession eines Daimyō in Takanawa“ (御大名行列高輪之風景, Godaimyō gyōretsu Takanawa no fūkei), ca. 1735–1745, horizontaler Ōban, Beni-e, Museum of Fine Arts, Boston, Denman Waldo Ross Collection[10]
- „Vollmond am Ishiyama“ (石山秋月, Ishiyama no aki no tsuki), erste Hälfte 18. Jahrhundert, Hosoban, Beni-e, Art Institute of Chicago[11]
- „Der Adler, der nicht aufblickt“ (うゑみぬわし, Ueminu washi), erste Hälfte 18. Jahrhundert, Hosoban, Beni-e, Nationalmuseum Tōkyō[12][13]

## Buchillustrationen
- „Der Krieg zwischen Affe und Krebs“ (さるかに合戦, Saru kani gassen), ca. 1716–1736, Akahon (Farbholzdruckbuch), Chihiro Art Museum Tokyo[14]
- „Bilderbuch – Souvenir aus Edo“ (絵本江戸土産, Ehon Edo miyage), spätere Ausgabe 1779, Nationale Parlamentsbibliothek[15]

## Einfluss und Schüler
Shigenaga war Lehrer des bedeutenden Künstlers Ishikawa Toyonobu und übte Einfluss auf Suzuki Harunobu aus.